# Thranius ampliaticollis
Thranius ampliaticollis es una especie de escarabajo longicornio del género Thranius, tribu Thraniini, subfamilia Cerambycinae. Fue descrita científicamente por Heller en 1916.

## Descripción
Mide 12 milímetros de longitud.

## Distribución
Se distribuye por Filipinas.